# Hannah Lühmann
Hannah Lühmann (geboren 1987 in West-Berlin) ist eine deutsche Kulturjournalistin und Autorin.

## Leben und Wirken
Hannah Lühmann wurde in Berlin geboren, ihre Eltern sind Germanisten. Sie besuchte das Romain-Rolland-Gymnasium (Berlin) und studierte von 2006 bis 2010 Philosophie, Anglistik und Kulturwissenschaften an der Humboldt-Universität zu Berlin sowie an der Université Paris 1 Panthéon-Sorbonne mit einem Bachelorabschluss und machte danach 2012 einen Master in Kulturjournalismus an der Berliner Universität der Künste. Lühmann arbeitete anschließend freiberuflich und publizierte im Feuilleton der Süddeutschen Zeitung, FAZ, Berliner Zeitung und der Zeit. 2014 wurde sie Feuilletonredakteurin bei WeltN24. Von 2018 bis 2025 war sie stellvertretende Ressortleiterin im Feuilleton der Welt und Welt am Sonntag. Ihr erster Roman Auszeit erschien 2021 und wurde breit rezipiert.

## Bücher
- mit Anne Wizorek: Gendern?! Gleichberechtigung in der Sprache – Ein Für und ein Wider. Dudenverlag, Berlin 2018, ISBN 978-3-411-75619-3.
- Auszeit, Roman. Hanser, Berlin 2021, ISBN 978-3-446-26195-2.
- Know Your Enemy. Neue alte rechte Denker. Ein antifaschistisches Heft. Illustrationen Anna Geselle. MaroHeft #9, MaroVerlag, Augsburg 2023, ISBN 978-3-87512-624-2.
- Heimat, Roman. hanserblau, Berlin 2025, ISBN 978-3-446-28282-7.